# Canon EOS 50
Le Canon EOS 50 est une classe d'appareils photo reflex argentique de la marque Canon, commercialisée à partir de septembre 1995 sous les références 50E QD, 50E, 50E BLACK, 50 QD, 50, ELAN II E QD, ELAN II E, ELAN II QD, ELAN II, 55, 55 BLACK. Dans ces références, « E » indique que l'autofocus est piloté par l’œil, « QD » que le boitier et doté d'un dos dateur, « 50 » est la désignation pour l'Europe-Asie-Océanie, « ELAN » pour les Amériques et « 55 » pour le Japon.

## Caractéristiques
Il s'agit d'un reflex de format 35 mm doté de trois collimateurs autofocus, d'un illuminateur de mise au point, d'une cellule d'analyse de la lumière à six zones, et d'un flash intégré escamotable.
Sur cette gamme de boitiers, Canon a introduit le mode E-TTL avec le flash 380 EX, premier de la série des flashes EX.
Ce boitier a été remplacé par l'EOS 30 à partir de 2000.

## Modèles
| EOS                 | Autofocus piloté par l’œil | Dos dateur          | Autre                    |
| Europe Asie Océanie | Europe Asie Océanie        | Europe Asie Océanie | Europe Asie Océanie      |
| ------------------- | -------------------------- | ------------------- | ------------------------ |
| 50E QD              | oui                        | oui                 |                          |
| 50E                 | oui                        | non                 |                          |
| 50E BLACK           | oui                        | non                 | Boitier entièrement noir |
| 50 QD               | non                        | oui                 |                          |
| 50                  | non                        | non                 |                          |
| Amériques           |                            |                     |                          |
| ELAN II E QD        | oui                        | oui                 |                          |
| ELAN II E           | oui                        | non                 |                          |
| ELAN II QD          | non                        | oui                 |                          |
| ELAN II             | non                        | non                 |                          |
| Japon               |                            |                     |                          |
| 55                  | oui                        | oui                 |                          |
| 55 BLACK            | oui                        | oui                 | Boitier entièrement noir |

## Galerie

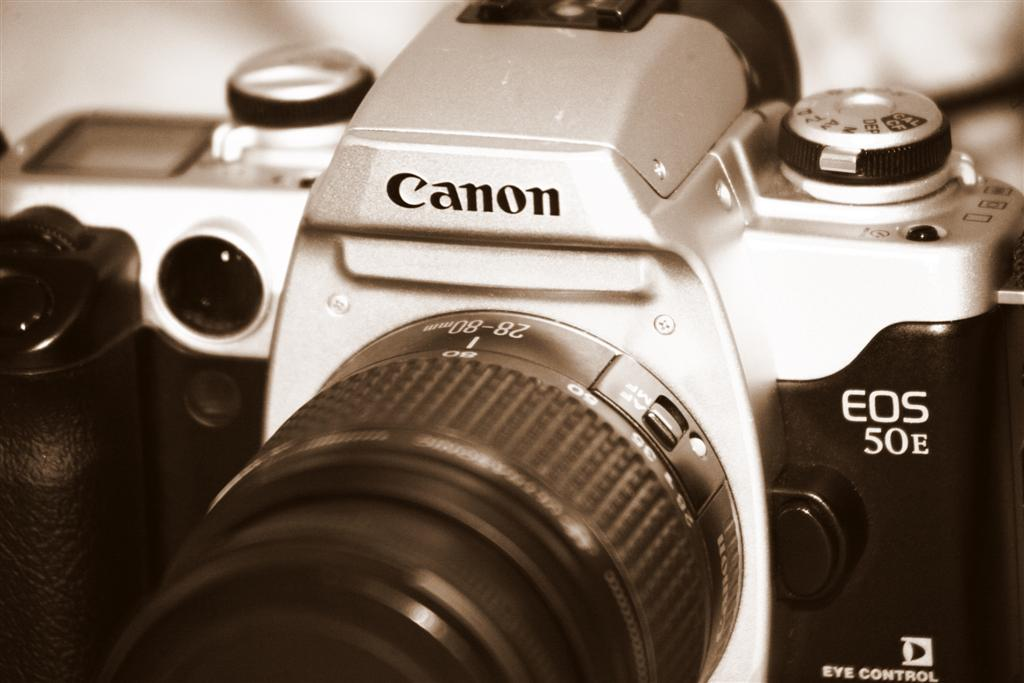
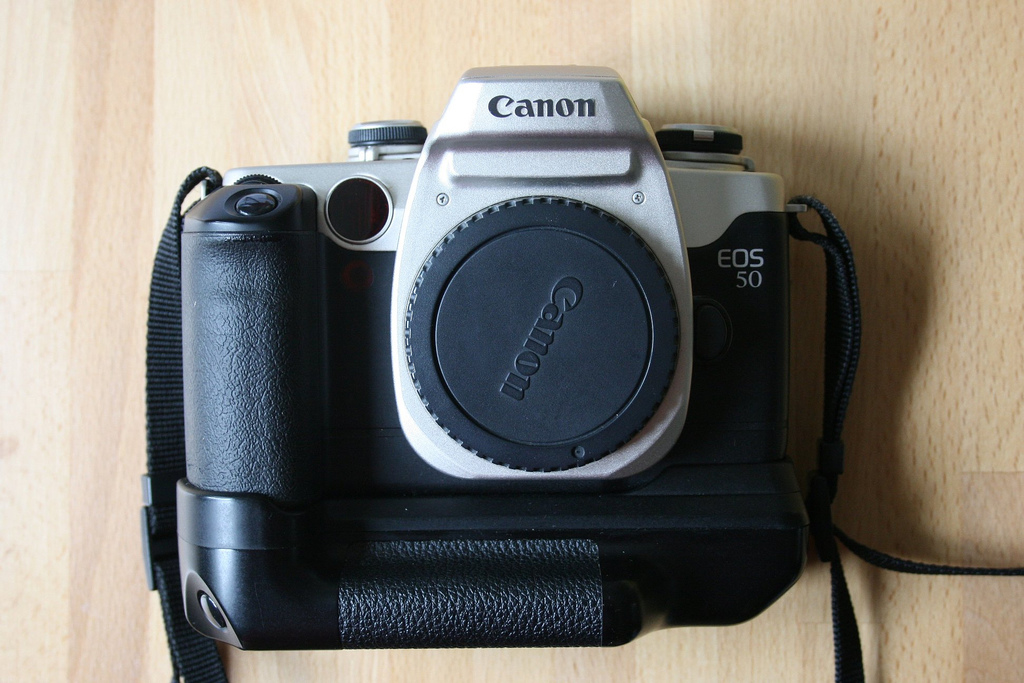
Boîtier équipé de sa poignée d'alimentation BP 50.
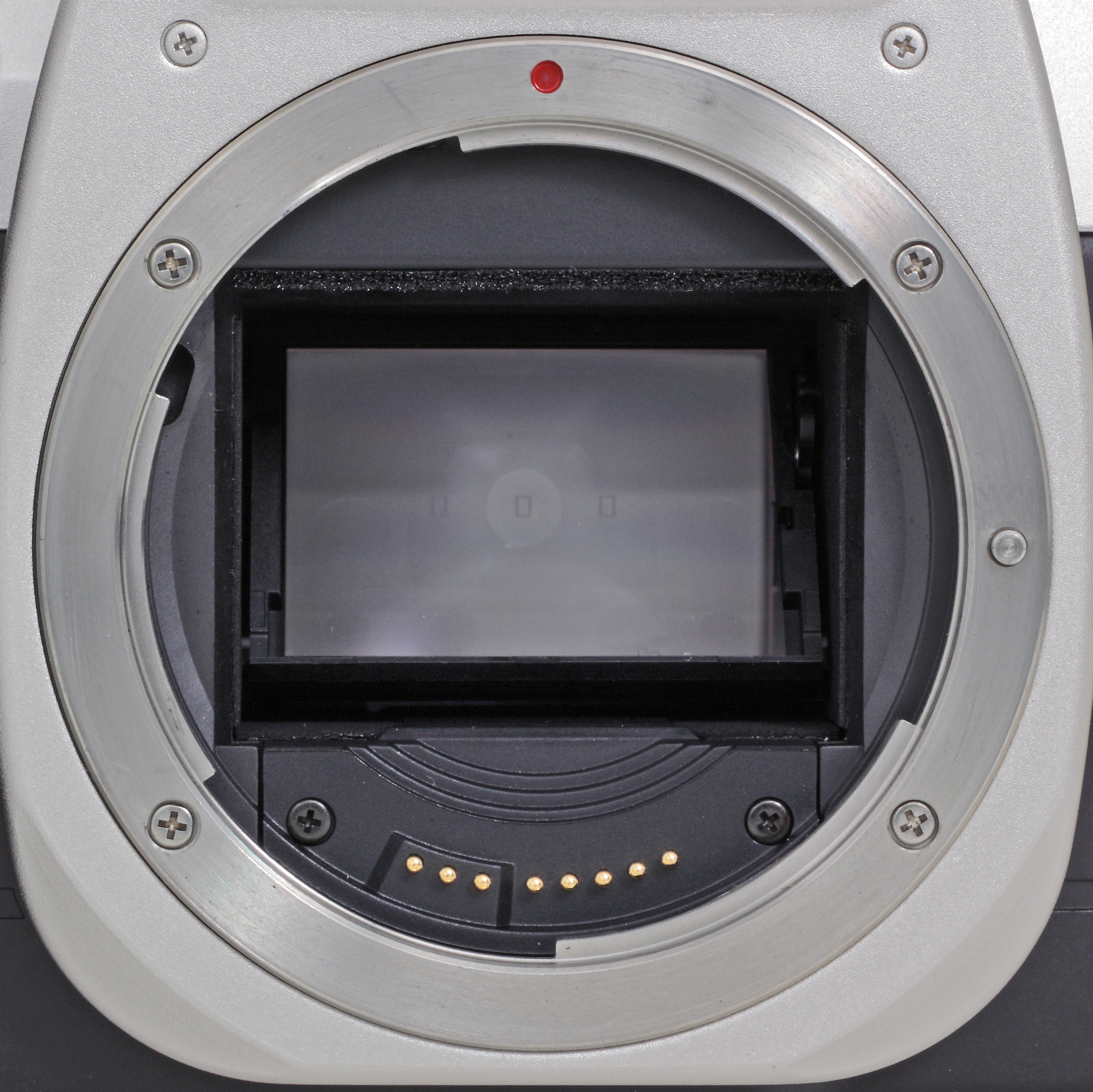
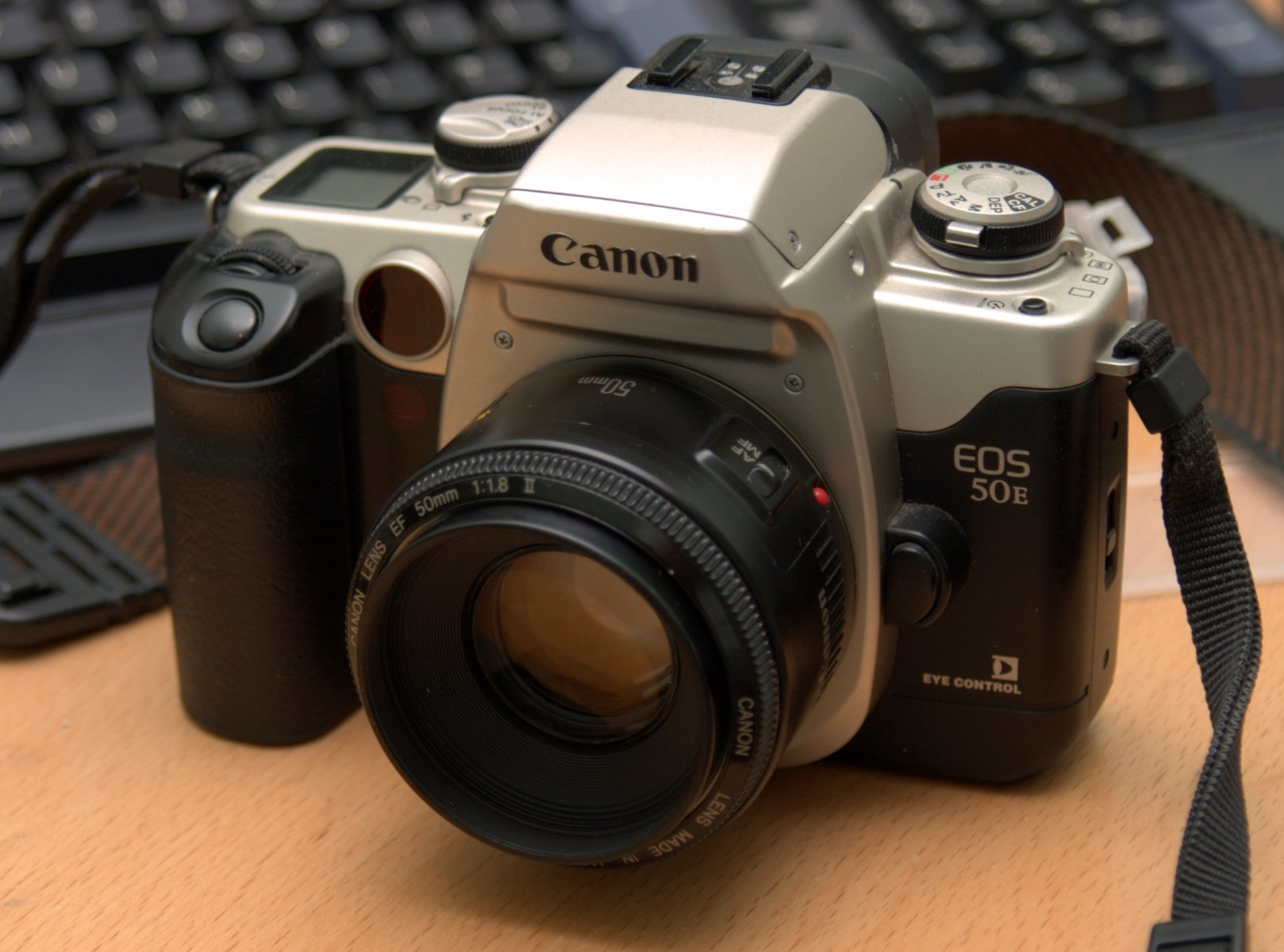
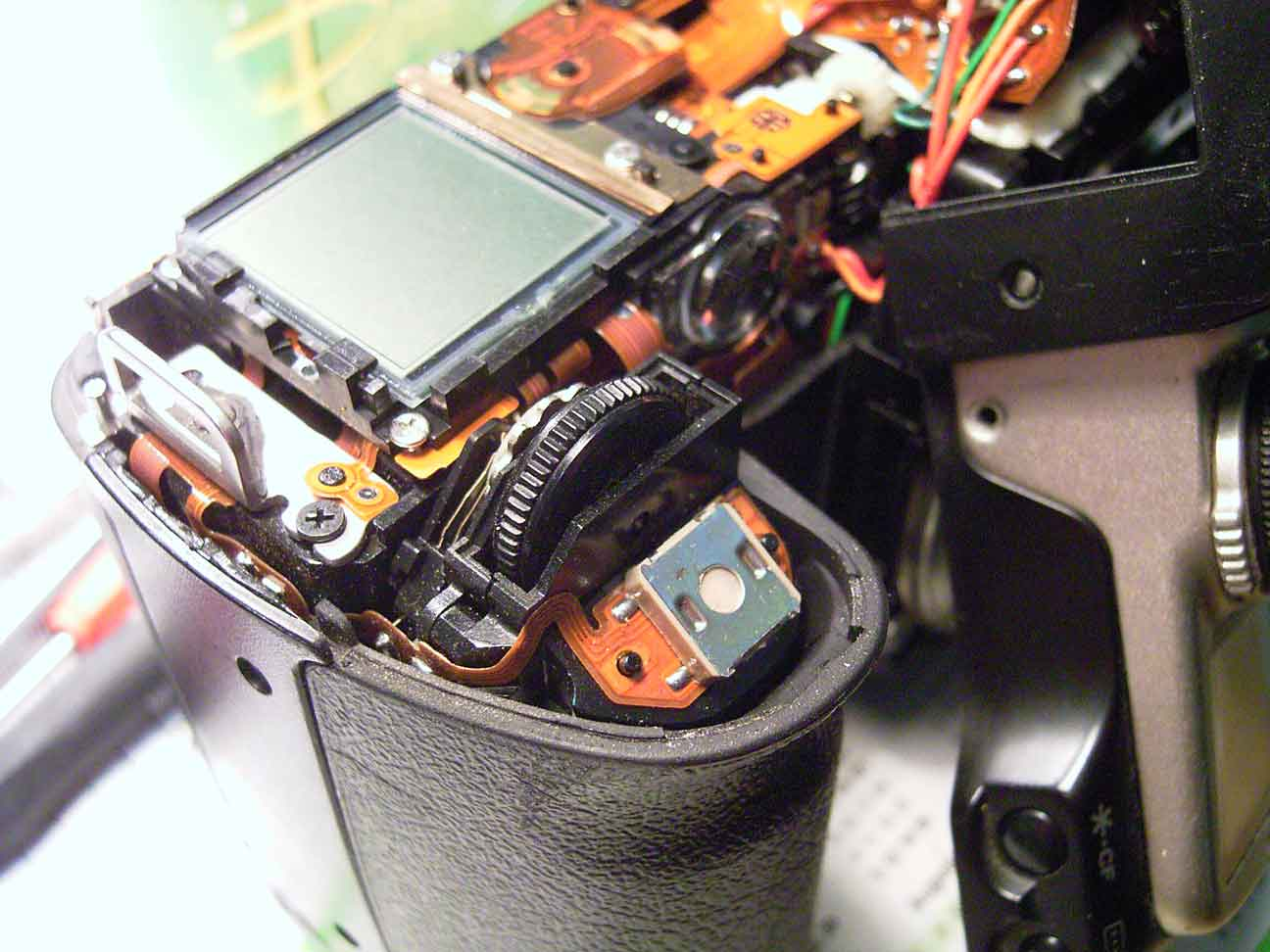